# Casiokids
I Casiokids sono un gruppo musicale synthpop norvegese formatosi nel 2005 e originario di Bergen.

## Formazione
- Ketil Kinden Endresen
- Fredrik Øgreid Vogsborg
- Omar Johnsen
- Kjetil Bjøreid Aabø

## Discografia
- Fuck MIDI (2007)
- Topp Stemning På Lokal Bar (2010)
- Aabenbaringen over aaskammen (2011)